# David Zayas
David Zayas (Ponce, 15 augustus 1962) is een in Puerto Rico geboren Amerikaans acteur. Hij won in 2007 een Satellite Award voor zijn bijrol als Angel Batista in de televisieserie Dexter. Twee jaar later werd Zayas samen met de gehele cast hiervan genomineerd voor een Screen Actors Guild Award. Hij maakte zijn filmdebuut als Jorge in Lena's Dreams uit 1997.
Zayas speelde sinds zijn debuut op het witte doek tevens in meer dan 25 andere films. Hij had daarnaast verschillende wederkerende rollen in televisieseries. Zo gaf hij in de gevangenisserie Oz van juli 2000 tot en met februari 2003 gestalte aan de veroordeelde moordenaar Enrique Morales, de leider van de gedetineerde latino's. Sinds oktober 2006 speelt Zayas als Angel Batista in Dexter daarentegen een totaal tegengesteld personage, als politie-inspecteur op de afdeling moordzaken. Een van Zayas' collega's in de vaste cast van Dexter is Lauren Vélez, die gelijktijdig met hem tot de cast van Oz behoorde.
Zayas werd geboren in Puerto Rico maar groeide op in The Bronx in New York. Voor hij ging acteren werkte hij bij de US Air Force en de NYPD. Tijdens zijn tijd als politieagent begon Zayas met het nemen van acteerlessen en werd middels optredens in verschillende toneelstukken lid van het LAByrinth Theater Company. Hier werd hij meer en meer acteur en steeds minder politieagent, net zo lang tot hij voltijd ging acteren.

## Filmografie
*Exclusief televisiefilms
| - Snag: Chapter One (2023) - The Wannabe (2014) - Annie (2014) - Ride (2014) - Samuel Bleak (2013) - Junction (2012) - Skyline (2010) - The Expendables (2010) - Coach (2010) - Shadowboxing (2010) - 13 (2010) - Flying By (2009) - Wake (2009) - Burning Mussolini (2009) - Michael Clayton (2007) - The Savages (2007) - 16 Blocks (2006) - La fiesta del chivo (2005, aka The Feast of the Goat) - Sangre/Blood (2005) - The Interpreter (2005) | - Bristol Boys (2005) - Jailbait (2004) - Brooklyn Bound (2004) - Mimmo & Paulie (2004) - La Araña (2003) - Anne B. Real (2003) - A Gentleman's Game (2002) - Washington Heights (2002) - The Yards (2000) - Sam the Man (2000) - Bringing Out the Dead (1999) - Kingdom Come (1999) - Stepmom (1998) - Above Freezing (1998) - Rounders (1998) - Return to Paradise (1998) - Scar City (1998) - O.K. Garage (1998) - Lena's Dreams (1997) |

## Televisieseries
*Exclusief eenmalige gastrollen
- Gotham - Sal Maroni (2014-...)
- Saint George - Junior (2014, zes afleveringen)
- Dexter - Angel Batista (2006-2013, 96 afleveringen)
- Law & Order: Criminal Intent - Stanley Maas (2010, twee afleveringen)
- Oz - Enrique Morales (2000-2003, 26 afleveringen)
- The Beat - Rei Morales (2000, twaalf afleveringen)
- The Blacklist - Manny Soto (2013-2023, 4 afleveringen)